# Gerry Dattilio
(en) Statistiques sur statscrew
Gerry Dattilio,  (né le 11 juin 1953) est un joueur canadien de football canadien. Actif de 1975 à 1985, il a été un des rares quarts-arrières canadiens à être un partant régulier dans la Ligue canadienne de football. Il a été choisi meilleur joueur canadien de la LCF en 1980.

## Carrière
Né en 1953 à Chomedey, aujourd'hui un quartier de Laval, Dattilio a joué au football scolaire avec les Chiefs de Chomedey et au football junior avec les Maple Leafs de Verdun (en). Il a étudié à l'université du Nord du Colorado, s'alignant avec les Bears au poste de quart-arrière de 1972 à 1974. En mars 1975, il signe un contrat avec les Alouettes de Montréal, mais il est libéré en septembre sans avoir joué. Le mois suivant, il signe avec les Argonauts de Toronto, et joue un seul match avec l'équipe. La saison suivante, il est libéré par les Argonauts et revient chez les Alouettes. Il est utilisé comme troisième quart-arrière en 1976 et 1977, derrière Sonny Wade et Joe Barnes (en). Il joue aussi sur les unités spéciales comme retourneur de bottés de dégagement.  Il obtient l'occasion de jouer plus régulièrement au poste de quart-arrière en 1978, à cause de blessures à Wade et Barnes. Il mène même l'équipe avec 142 passes tentées et 78 complétées. Cependant, l'année suivante Joe Barnes est de nouveau le quart-arrière partant et Dattilio a beaucoup moins de temps de jeu. En 1980 la situation change lorsque Barnes est échangé aux Roughriders de la Saskatchewan après six matchs, donnant à Dattilio l'occasion de démontrer son talent. Avec 2892 verges (yards en Europe) gagnées par la passe et 19 passes de touché, il se mérite le titre de joueur canadien par excellence de la LCF et est le candidat de la division Est pour le trophée du joueur par excellence de la ligue. Le 21 septembre, il réussit cinq passes de touché lors d'un match contre les Tiger-Cats de Hamilton.
La saison suivante, Dattilio est mis de côté pour faire place au quart vedette Vince Ferragamo (en), récemment engagé en grande pompe par les Alouettes. Cependant Ferragamo connait des déboires durant la saison 1981 et Dattilio peut engranger 1095 verges de gains par la passe. Avant le début de la saison 1982, il est échangé aux Stampeders de Calgary, avec lesquels il gagne 2788 verges par la passe. C'est à ce jour la dernière fois où un quart-arrière canadien a passé pour plus de 2000 verges dans une saison. Dattilio réussit 194 passes en 387 tentatives et complète 11 passes de touché contre 22 interceptions. En 1983 il est surtout utilisé comme substitut pour la recrue Bernard Quarles, mais il réussit tout de même à amasser 1213 verges par la passe. En mars 1984, Dattilio est de retour à Montréal où les Concordes ont pris la suite des Alouettes et avec lesquels il ne joue qu'occasionnellement pour les deux saisons suivantes.

## Après sa carrière
En 2015, Gerry Dattilio demeurait à Calgary et travaillait pour la compagnie Bess Tank Lines. 

## Trophées et honneurs
- Trophée Schenley du meilleur joueur canadien : 1980
- Un parc porte le nom de Gerry Dattilio dans son quartier natal de Chomedey à Laval. Il comprend un terrain à surface synthétique servant au football et au soccer[6].